# Etzersdorf-Rollsdorf
Etzersdorf-Rollsdorf ist eine ehemalige Gemeinde mit 1116 Einwohnern (Stand: 31. Oktober 2013)  in der Steiermark. Im Rahmen der Gemeindestrukturreform in der Steiermark wurde sie mit 1. Jänner 2015 mit den Gemeinden Sankt Ruprecht an der Raab und Unterfladnitz zusammengeschlossen, die neue Gemeinde führt den Namen Sankt Ruprecht an der Raab weiter. Grundlage dafür ist das Steiermärkische Gemeindestrukturreformgesetz – StGsrG. Eine Anfechtung der Zusammenlegung, welche von der Gemeinde beim Verfassungsgerichtshof eingebracht worden war, war nicht erfolgreich.

## Geografie
Etzersdorf-Rollsdorf liegt im Bezirk Weiz im österreichischen Bundesland Steiermark.

### Gemeindegliederung
Das Gemeindegebiet umfasste folgende drei Ortschaften (in Klammern Einwohnerzahl Stand 1. Jänner 2024):
- Etzersdorf (504)
- Rollsdorf (395)
- Lohngraben (293)

Der Ortsteil besteht aus den Katastralgemeinden Etzersdorf und Lohngraben.

## Geschichte
Etzersdorf wurde urkundlich ca. 1040 das erste Mal erwähnt. 1188 ist der Ort als „Ozenstorf“ vermerkt. Der Name geht auf den althochdeutschen Personennamen Ozi zurück.
Das früheste Schriftzeugnis von Rollsdorf ist von 1326 und lautet „Radegoisdorf“. Der Name geht auf den altslawischen Personennamen *Radigojъ zurück.
1968 wurden im Zuge der Gemeindezusammenlegungen in der Steiermark die ehemaligen Gemeinden Lohngraben und Etzersdorf zur Gemeinde Etzersdorf-Rollsdorf vereint.
Mit 1. Jänner 2015 fusionierte die Gemeinde im Zuge der Steiermärkischen Gemeindestrukturreform gemeinsam mit dem Nachbarort Unterfladnitz mit der Marktgemeinde Sankt Ruprecht an der Raab.

## Politik
Letzter Bürgermeister der Gemeinde war seit 2010 Erwin Salmhofer (ÖVP). Der Gemeinderat setzte sich nach den Wahlen 2010 wie folgt zusammen: 7 SPÖ, 8 ÖVP.

### Wappen
Blasonierung: Ein silbernes Schildhaupt belegt mit einem roten gestürzten Palmettenfries, darunter in Grün aus dem Schildfuß wachsenden drei Frühlingsknotenblumen, eine davon mit zwei Blüten.

## Vereine und Freizeit
Es gibt 2 Freiwillige Feuerwehren (FF Etzersdorf, FF Rollsdorf), 1 Fußballverein (USV Rollsdorf), 1 Reitverein (Apfelland Rollsdorf), 2 Tennisvereine (TC Etzersdorf, UTV Rollsdorf) im ehemaligen Gemeindegebiet.